# Saison 2009 des Twins du Minnesota
La saison 2009 des Twins du Minnesota est la 109e saison en Ligue majeure pour cette franchise. Les Twins remportent le tite de champion de la division Centrale de la Ligue américaine. Un match de barrage face aux Tigers de Détroit est nécessaire pour attribuer ce titre. Les Twins s'mposent en douze manches. En séries éliminatoires, les Yankees de New York mettent sèchement (0-3) fin au parcours de Minnesota qui fait ses adieux au Metrodome.

## Intersaison

### Arrivées
- Luis Ayala, en provenance des Mets de New York.
- Joe Crede, en provenance des White Sox de Chicago.

### Grapefruit League
Basés au Surprise Stadium à Fort Myers en Floride, le programme des Twins comprend 35 matches de pré-saison entre le 25 février et le 4 avril.

## Saison régulière

### Classement
| Ligue américaine (Division Centrale) | V  | D  | %    | GB |
| ------------------------------------ | -- | -- | ---- | -- |
| Twins du Minnesota                   | 87 | 76 | .531 | -- |
| Tigers de Détroit                    | 86 | 77 | .531 | -- |
| White Sox de Chicago                 | 79 | 83 | .488 | 7  |
| Indians de Cleveland                 | 65 | 97 | .401 | 21 |
| Royals de Kansas City                | 65 | 97 | .401 | 21 |

### Résultats

#### Avril
L'ouverture se tient à domicile le 6 avril face aux Mariners de Seattle.

#### Octobre
Un match de barrage est nécessaire pour départager les Tigers de Détroit et les Twins du Minnesota en division centrale de la Ligue américaine. Cette rencontre programmée le 6 octobre chez les Twins est remportée par les Twins après plus de 4 heures et demie de jeu.

## Séries éliminatoires

### Série de division
Le deuxième match de la série est marqué par une erreur d'arbitrage lors de la onzième manche sur une balle jugée faute par le juge de ligne.
La série est finalement remportée 3-0 par New York. Le dernier match disputé au Hubert H. Humphrey Metrodome se tient le 11 octobre. Dès la saison prochaine, les Twins s'installeront dans leur nouveau stade : Target Field.
| # | Date       | Adversaire | Score      | Vic.            | Déf.           | Sauv.      | Affluence | Bilan |
| - | ---------- | ---------- | ---------- | --------------- | -------------- | ---------- | --------- | ----- |
| 1 | 7 octobre  | @ Yankees  | 2 - 7      | Sabathia (1-0)  | Duensing (0-1) |            | 49 464    | 0-1   |
| 2 | 9 octobre  | @ Yankees  | 3 - 4 (11) | Robertson (1-0) | Mijares (0-1)  |            | 50 006    | 0-2   |
| 3 | 11 octobre | Yankees    | 4 - 1      | Pettitte (0-1)  | Pavano (0-1)   | Rivera (1) | 54 735    | 0-3   |

## Statistiques individuelles

### Séries éliminatoires

#### Lanceurs
- Source: « Minnesota Twins Pitching Stats »